# Complesso natatorio del Foro Italico
Der Complesso natatorio del Foro Italico (deutsch Schwimmkomplex des Foro Italico; davor: Stadio Olimpico del Nuoto, deutsch Olympisches Schwimmstadion) ist ein Schwimmstadion im Sportstättenkomplex Foro Italico in der italienischen Hauptstadt Rom.

## Geschichte

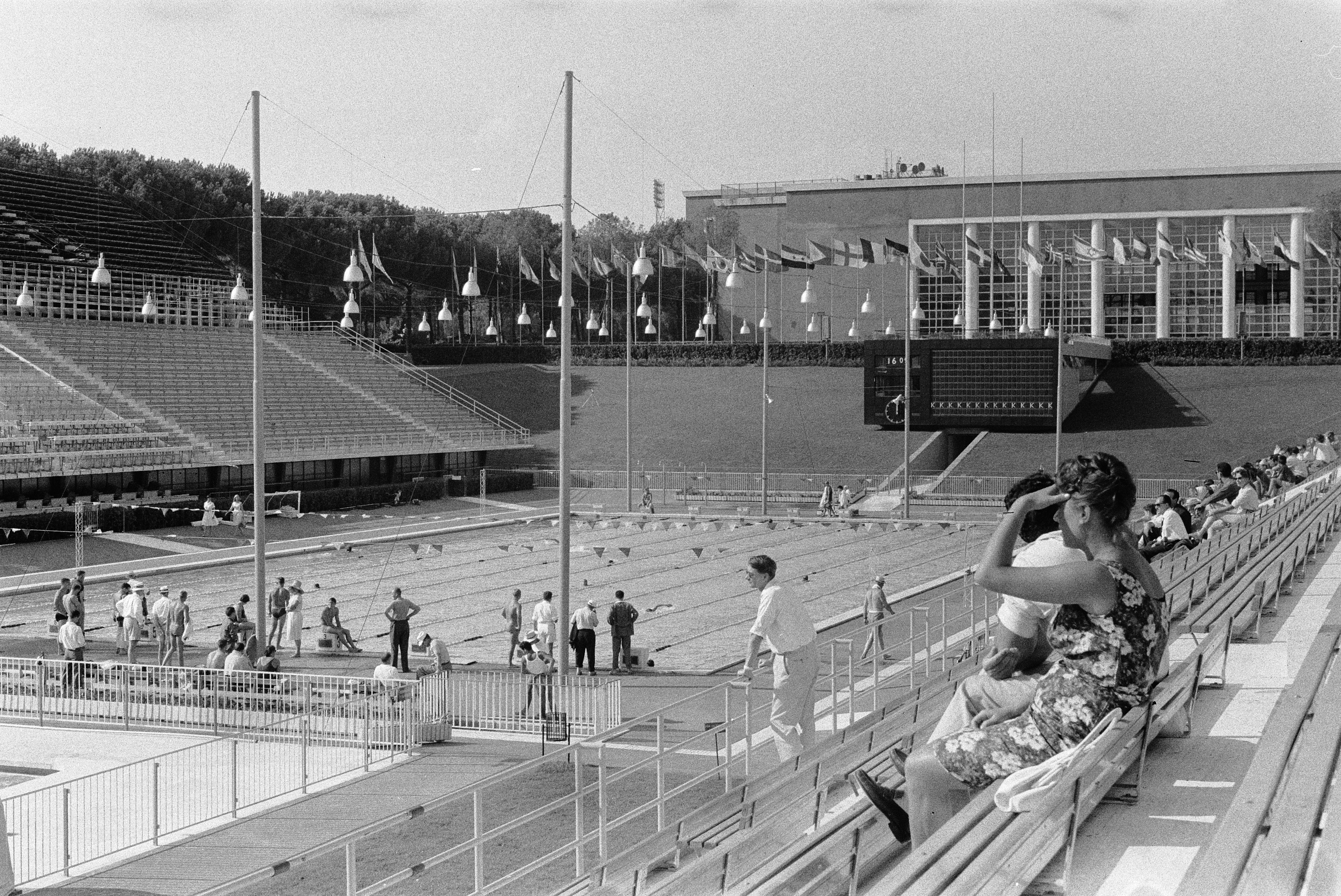
Stadion beim Training während der Olympischen Spiele 1960

Anlässlich der Olympischen Spiele 1960 in Rom wurde im Foro Italico auch ein olympisches Schwimmstadion errichtet. Dieses wurde von den Architekten Enrico Del Debbio und Annibale Vitellozzi entworfen. 1959 erfolgte die Eröffnung mit einem internationalen Wettkampf im Schwimmen, Wasserspringen und einem Wasserballturnier. Das Stadion bestand zu diesem Zeitpunkt aus einem Schwimmbecken, das auch für Wasserballspiele genutzt werden konnte, und einem Becken für Wassersprungwettkämpfe.
Während der Olympischen Spiele 1960 fanden neben den Wettkämpfen im Schwimmen und Wasserspringen auch das Wasserballturnier sowie der Schwimmwettbewerb im Modernen Fünfkampf statt. Vor den Spielen wurde eine große Anzeigetafel im Stadion installiert, die die Zeiten im Schwimmen und die Noten der Punktrichter im Wasserspringen anzeigte.
Für die Schwimmeuropameisterschaften 1983 wurde das Stadion erstmals saniert und im Folgejahr für die Schwimmweltmeisterschaften ausgebaut. Im Jahr 2000 wurde an der Südseite des Stadions ein weiteres Becken mit den Maßen 33 × 25 m für Wasserballspiele errichtet. 2009 wurden die Schwimmweltmeisterschaften zum zweiten Mal im Complesso natatorio del Foro Italico ausgetragen.